# 44 Андромеды
44 Андромеды (лат. 44 Andromedae, HD 6920) — одиночная звезда в созвездии Андромеды на расстоянии приблизительно 173 световых лет (около 53 парсеков) от Солнца. Видимая звёздная величина звезды — +5,665m. Возраст звезды определён как около 2,59 млрд лет.

## Характеристики
44 Андромеды — жёлто-белая звезда спектрального класса F8V. Масса — около 1,64 солнечной, радиус — около 3,58 солнечных, светимость — около 12,9 солнечных. Эффективная температура — около 6028 K.